# Попов, Василий Максимович
Васи́лий Макси́мович Попо́в (3 марта 1938, с. Казинка — 31 июля 2016, Липецк) —  липецкий краевед, бывший заместитель начальника управления архитектуры Липецкой области (главный архитектор Липецкой области).
Родился 3 марта 1938 года в селе Казинка (ныне Грязинский район Липецкой области). Окончил Казинскую среднюю школу. Высшее образование получил в Воронежском сельскохозяйственном институте.

## Политическая карьера
После окончания ВСХИ в 1962 году принят в отдел по делам строительства и архитектуры Липецкой области. Первые годы работал инженером-планировщиком. За это время Попов разработал генплан Станового.
В 1966 году В. М. Попов становится начальником сектора планировки того же отдела. С 1970 года — заместитель начальника отдела. Он стал заниматься в основном градостроительной политикой в области. После переименования отдела в главное управление работал заместителем начальника управления.
За время работы были разработаны схемы и проекты районной планировки, генеральные планы развития всех городов и районных центров Липецкой области, более 400 проектов планировки и застройки центральных усадеб колхозов и совхозов и других населённых пунктов. При участии Попова застроены центральные усадьбы совхозов «Агроном» и «15 лет Октября» Лебедянского района, «Петровский» Добринского района, «Дружба» Грязинского района. За застройку центральной усадьбы совхоза «Агроном» Лебедянского района Попов был награжден бронзовой медалью ВДНХ.
В 1997 году получил звание «Заслуженный строитель Российской Федерации». В 1999 году вышел на пенсию.
Умер 31 июля 2016 года от инфаркта во время лечения в кардиологическом отделении Липецкой областной клинической больницы на Московской улице, 6а. Похоронен 3 августа 2016 года на Косырёвском кладбище.

## Краеведение
В 2004—2005 годах написал книгу «Казинка: из прошлого в настоящее» о своем родном селе, за которую удостоен липецкой областной премии имени М. П. Трунова. Эта книга во многих школах области стала учебником на внеклассных занятиях по истории области. В 2009 году вышло в свет дополненное издание под новым названием — «Казинка в истории поколений»; в неё были включены статьи Попова в региональных газетах, посвященные жизни казинцев.
За публикации об истории села Казинки и его окрестностей в газетах «Добрый вечер!», «Грязинские известия», «Липецкая газета», «Липецкие известия» Попов был принят в Союз журналистов России.
В 2007 году вышла статья «Липецкий край: о чём могут рассказать надписи на карте?» в «Новом топонимическом журнале», который издавался топонимической комиссией Санкт-Петербурга.